# اقبلاغ لتگاه
اقبلاغ لتگاه، روستایی از توابع بخش لالجین شهرستان بهار در استان همدان ایران است.

## جمعیت
این روستا در دهستان مهاجران قرار دارد و براساس سرشماری مرکز آمار ایران در سال ۱۳۹۵، جمعیت آن ۶۱۱ نفر (۱۸۷خانوار) بوده است.